# Shotor Khān
Shotor Khān (persiska: شُتُر خون, Shotor Khūn, شتر خان) är en ort i Iran.   Den ligger i provinsen Kohgiluyeh och Buyer Ahmad, i den centrala delen av landet, 500 km söder om huvudstaden Teheran. Shotor Khān ligger 1 459 meter över havet och antalet invånare är 288.
Terrängen runt Shotor Khān är kuperad åt sydväst, men åt nordost är den bergig. Shotor Khān ligger nere i en dal.Runt Shotor Khān är det ganska tätbefolkat, med 75 invånare per kvadratkilometer. Närmaste större samhälle är Bon Zard-e Soflá, 4,8 km öster om Shotor Khān. Omgivningarna runt Shotor Khān är i huvudsak ett öppet busklandskap.